# Jean-Antoine Roucher
Jean-Antoine Roucher (Montpeller, 22 de febrer de 1745 - 25 de juliol de 1794) va ser un poeta francès. El seu epitalami sobre Lluís XVI i Marie Antoinette li feu guanyar el favor d'Anne Robert Jacques Turgot i una concessió de l'impost de la sal. El 1790 Roucher havia traduït Wealth of Nations d'Adam Smith.

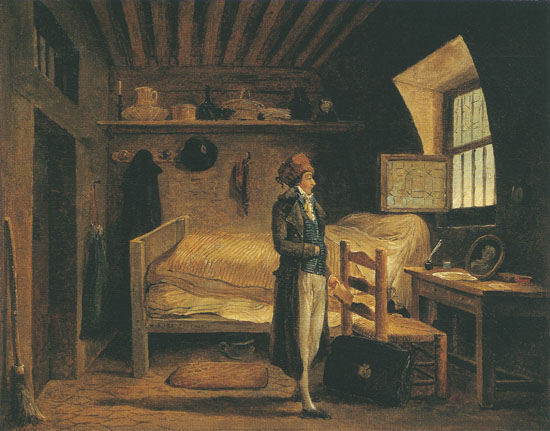
Jean-Antoine Roucher a la presó

Roucher va ser deixeble de Voltaire, i un amic de la Revolució Francesa, però amb opinions moderades. Denuncià la tirania dels demagogs populars al Journal de Paris el 1792. El 4 d'octubre de 1793 va ser arrestat i guillotinat el 25 de juliol de 1794 junt amb el seu amic André Chénier.